# Diócesis de Limerick
La diócesis de Limerick (en latín: Dioecesis Limericiensis, en inglés: Roman Catholic Diocese of Limerick y en irlandés: Deoise Luimnigh) es una circunscripción eclesiástica de la Iglesia católica en la República de Irlanda. Se trata de una diócesis latina, sufragánea de la arquidiócesis de Cashel y Emly. Desde el 10 de enero de 2013 su obispo es Brendan Leahy.

## Territorio y organización

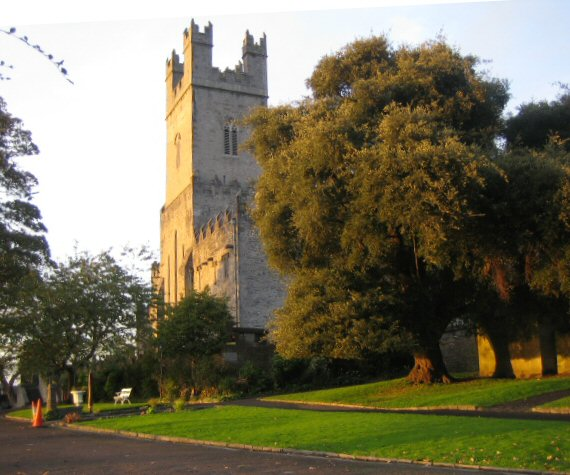
Catedral de Santa María, en Limerick, desde 1651 perteneciente a la Iglesia de Irlanda

La diócesis tiene 2100 km² y extiende su jurisdicción sobre los fieles católicos de rito latino residentes en parte de los condados de Clare, Limerick y Kerry.
La sede de la diócesis se encuentra en la ciudad de Limerick, en donde se halla la Catedral de San Juan y la Catedral de Santa María, que desde 1651 pertenece a la Iglesia de Irlanda.
En 2023 en la diócesis existían 60 parroquias agrupadas en 16 unidades pastorales.

## Historia
La diócesis se deriva de un antiguo asentamiento monástico, fundado por san Mainchín en el siglo VII.
Hay noticias ciertas de un obispo recién a principios del siglo XII. Limerick fue establecida como diócesis en el Sínodo de Ráth Breasail en 1111. Los obispos de la segunda mitad de ese siglo fueron de origen danés, hasta Donat O'Brien que construyó la Catedral de Santa María y estableció el cabildo catedralicio. Poco después de 1188 la diócesis incorporó la mayor parte de la diócesis de Inniscathy, que fue suprimida.
En el siglo XIII los anglo-normandos gobernaron Limerick y durante dos siglos los obispos fueron de origen inglés.
En el momento de la Reforma protestante el obispo John Quin firmó el Acta de Supremacía y se volvió cismático anglicano a principios de 1539. El rey Eduardo VI nombró a un obispo protestante, William Casey, el 6 de julio de 1551, quien fue depuesto en 1556 por la católica reina María I de Inglaterra. Hugh Lacy fue nombrado por el papa el 24 de noviembre de 1556, pero luego de asumir la reina protestante Isabel I de Inglaterra se volvió un obispo anglicano de la diócesis de Limerick, que desde 1661 se transformó en parte de la diócesis de Limerick, Ardfert y Aghadoe y desde 1976 de la actual diócesis de Limerick y Killaloe de la Iglesia de Irlanda.
La sucesión católica continuó con el nombramiento de Cornelius O'Boyle el 20 de agosto de 1582. Después de la Reforma anglicana la diócesis atravesó un período de sufrimiento: a mediados del siglo XVII, el obispo Edmund O'Dwyer fue condenado a muerte, pero logró escapar al extranjero y murió exiliado en Bruselas.
Mientras la sede episcopal estuvo vacante durante mucho tiempo, se puso en vigor una legislación que reprimía el culto católico: se prohibió a los católicos residir en la ciudad y no hubo iglesia católica dentro de los muros hasta 1744. Sin embargo, el catolicismo poco a poco recuperó posición, los católicos desafiando la ley, comenzaron a establecerse en la ciudad, donde pronto superaron en número a los protestantes y pudieron construir nuevas iglesias para ellos. En 1805 el obispo John Young estableció un colegio católico. Su sucesor, John Ryan, emprendió la construcción de varias iglesias, incluida la Catedral de San Juan, cuya primera piedra se colocó en 1856. Fue consagrada en junio de 1894.
Con un decreto de la Congregación Consistorial del 7 de enero de 1912, dado que la antigua catedral se había utilizado para el culto anglicano durante dos siglos, la iglesia de San Juan Bautista de Limerick se erigió como catedral y al mismo tiempo el cabildo de canónigos fue establecido.
El obispo Patrick O'Neill (1945-1958) estableció la residencia del obispo en Kilmoyle.

## Estadísticas
Según el Anuario Pontificio 2024 la diócesis tenía a fines de 2023 un total de 152 500 fieles bautizados.
| Año                                                                             | Población | Población | Población      | Sacerdotes | Sacerdotes | Sacerdotes | Católicos por sacerdote | Diáconos permanentes | Religiosos | Religiosos | Parroquias y cuasiparroquias |
| Año                                                                             | Católicos | Total     | % de católicos | Total      | Diocesanos | Regulares  | Católicos por sacerdote | Diáconos permanentes | Masculinos | Femeninos  | Parroquias y cuasiparroquias |
| ------------------------------------------------------------------------------- | --------- | --------- | -------------- | ---------- | ---------- | ---------- | ----------------------- | -------------------- | ---------- | ---------- | ---------------------------- |
| 1950                                                                            | 114 000   | 117 560   | 97.0           | 224        | 119        | 105        | 508                     |                      | 210        | 580        | 48                           |
| 1970                                                                            | 116 200   | 118 455   | 98.1           | 260        | 131        | 129        | 446                     |                      | 224        | 646        | 52                           |
| 1980                                                                            | 136 808   | 139 108   | 98.3           | 245        | 142        | 103        | 558                     |                      | 155        | 483        | 58                           |
| 1990                                                                            | 140 600   | 144 000   | 97.6           | 237        | 140        | 97         | 593                     |                      | 147        | 474        | 59                           |
| 1999                                                                            | 160 000   | 165 000   | 97.0           | 200        | 127        | 73         | 800                     |                      | 111        | 363        | 60                           |
| 2000                                                                            | 160 000   | 165 000   | 97.0           | 196        | 121        | 75         | 816                     |                      | 110        | 355        | 60                           |
| 2001                                                                            | 160 000   | 167 000   | 95.8           | 190        | 120        | 70         | 842                     |                      | 96         | 350        | 60                           |
| 2002                                                                            | 160 000   | 167 000   | 95.8           | 191        | 121        | 70         | 837                     |                      | 95         | 348        | 60                           |
| 2003                                                                            | 160 000   | 167 000   | 95.8           | 181        | 121        | 60         | 883                     |                      | 85         | 345        | 60                           |
| 2004                                                                            | 160 000   | 167 000   | 95.8           | 178        | 122        | 56         | 898                     |                      | 81         | 343        | 60                           |
| 2013                                                                            | 172 500   | 179 900   | 95.9           | 165        | 119        | 46         | 1045                    |                      | 103        | 250        | 60                           |
| 2016                                                                            | 184 300   | 192 300   | 95.8           | 154        | 115        | 39         | 1196                    |                      | 107        | 272        | 60                           |
| 2019                                                                            | 154 836   | 191 809   | 80.7           | 149        | 107        | 42         | 1039                    |                      | 66         | 243        | 60                           |
| 2021                                                                            | 150 327   | 183 638   | 81.9           | 140        | 100        | 40         | 1073                    |                      | 64         | 232        | 60                           |
| 2023                                                                            | 152 500   | 186 300   | 81.9           | 128        | 93         | 35         | 1191                    |                      | 58         | 216        | 60                           |
| Fuente: Catholic-Hierarchy, que a su vez toma los datos del Anuario Pontificio. |           |           |                |            |            |            |                         |                      |            |            |                              |

## Episcopologio
- Gilbert † (1106-después de 1139)
- Patrick † (1140-?)
- Harold † (?-1151 falleció)
- Turgese † (mencionado en 1152)
- Brictius † (antes de 1179-después de 1182)
- Donat O'Brien † (1194? -1207 falleció)
- Geoffrey † (mencionado en 1217)
- Edmund † (?-1222 falleció)
- Hubert de Burgh † (1222-14 de septiembre de 1250 falleció)
- Robert Neil † (1251-8 de septiembre de 1272 falleció)
- Gerard le Marescal † (1272-10 de febrero de 1301 falleció)
- Robert de Dundovenald † (1302-3 de mayo de 1311 falleció)
- Eustace de l'Eau † (1311-3 de mayo de 1336 falleció)
- Maurice Rochfort † (6 de abril de 1337 consagrado-9 de junio de 1352 falleció)
- Stephen Lawles † (19 de febrero de 1354 consagrado-28 de diciembre de 1359 falleció)
- Stephen Wale † (6 de noviembre de 1360-19 de febrero de 1369 nombrado obispo de Meath)
- Peter Creagh † (19 de febrero de 1369-1398 o 1399 nombrado obispo de Ross)
- Bernard O'Connor, O.F.M. † (1398 o 1399-1399 falleció)
- Peter Curreagh † (1399-1399 renunció[nota 1]) (por segunda vez)
- Cornelius O'Dea † (23 de mayo de 1400-1426 renunció)
- John Mothel, O.E.S.A. † (7 de octubre de 1426-?)
- Thomas Leggher, C.R.S.A. † (7 de junio de 1456-?)
- William Russell † (19 de noviembre de 1458-? falleció)
- Thomas Arthur † (14 de julio de 1469-19 de julio de 1486 falleció)
- Richard Stackpoll † (18 de septiembre de 1486-1486 falleció)
- John Dunow † (20 de noviembre de 1486-? falleció)
- John Folan † (24 de abril de 1489-30 de enero de 1521 falleció)
- John Coyn (o Quin), O.P. † (21 de octubre de 1524-principios de 1539 firmó el Acta de Supremacía real y se volvió cismático anglicano)
  - John Coyn (o Quin), O.P. † (principios de 1539-9 de abril de 1551 renunció) (obispo cismático anglicano)
  - William Casey † (6 de julio de 1551 nombrado por el rey-1556 depuesto) (obispo cismático anglicano)
- Hugh Lacy † (9 de marzo de 1556-1580 falleció) (se volvió obispo protestante anglicano en 1560)
- Cornelius Obeyl † (20 de agosto de 1582-antes de 1602 falleció)
  - Sede vacante (1602-1620)
- Richard Arthur † (18 de mayo de 1620-23 de mayo de 1646 falleció)
- Edmund O'Dwyer † (23 de mayo de 1646 por sucesión-1654 falleció)
  - Sede vacante (1654-1677)
- James Duley † (febrero de 1677-1684 o 1685 falleció)
  - Sede vacante (1684/1685-1689)
- John O'Mollony † (24 de enero de 1689-3 de septiembre de 1702 falleció)
  - Sede vacante (1702-1720)
- Cornelius O'Keeffe † (7 de marzo de 1720-antes del 19 de agosto de 1737 falleció)
- Robert Lacy † (30 de agosto de 1737-4 de agosto de 1759 falleció)
- Daniel O'Kearney † (27 de noviembre de 1759-24 de enero de 1778 falleció)
- John Butler † (10 de abril de 1778-antes del 11 de enero de 1779 renunció)
- Denny Conway † (25 de febrero de 1779-19 de junio de 1796 falleció)
- John Young † (19 de junio de 1796 por sucesión-22 de septiembre de 1813 falleció)
- Charles Tuohy † (4 de octubre de 1814-17 de marzo de 1828 falleció)
- John Ryan † (17 de marzo de 1828 por sucesión-4 de junio de 1864 falleció)
- George Butler † (4 de junio de 1864 por sucesión-3 de febrero de 1886 falleció)
- Edward Thomas O'Dwyer † (18 de mayo de 1886-19 de agosto de 1917 falleció)
- Denis Hallinan † (10 de marzo de 1918-2 de julio de 1923 falleció)
- David Keane † (29 de diciembre de 1923-14 de marzo de 1945 falleció)
- Patrick O'Neill † (15 de diciembre de 1945-27 de marzo de 1958 falleció)
- Henry Murphy † (1 de julio de 1958-8 de octubre de 1973 falleció)
- Jeremiah Newman † (17 de mayo de 1974-3 de abril de 1995 falleció)
- Donal Brendan Murray † (10 de febrero de 1996-17 de diciembre de 2009 renunció)
  - Sede vacante (2009-2013)
- Brendan Leahy, desde el 10 de enero de 2013